# Zoja Trofimiuk
Zoja Trofimiuk (Praga, Checoslovaquia, 17 de febrero de 1952) es una escultora y grabadora australiana. Está especializada en la fundición de vidrio.Es madre del actor australiano Zbych Trofimiuk.  Su estudio se encuentra en Melbourne. 